# Verbandsgemeinde Konz
Konz is een verbandsgemeinde in het Duitse district Trier-Saarburg
in de Duitse deelstaat Rijnland-Palts.

## Gemeenten
1. Kanzem
2. Stadt Konz
3. Nittel
4. Oberbillig
5. Onsdorf
6. Pellingen
7. Tawern
8. Temmels
9. Wasserliesch
10. Wawern
11. Wellen
12. Wiltingen

## Musea
- Openluchtmuseum Roscheider Hof